# Camelopteryx
Camelopteryx là một chi bướm đêm thuộc họ Geometridae.